# Fairytales - Highlights from Secret Garden
Fairytales é uma coletânea da dupla Secret Garden.